# Stare Olesno
Stare Olesno (niem. Alt Rosenberg) – wieś w Polsce, w województwie opolskim, w powiecie oleskim, w gminie Olesno.
W latach 1975–1998 miejscowość należała administracyjnie do województwa częstochowskiego.

## Nazwa
12 listopada 1946 r. nadano miejscowości polską nazwę Stare Olesno.

## Historia

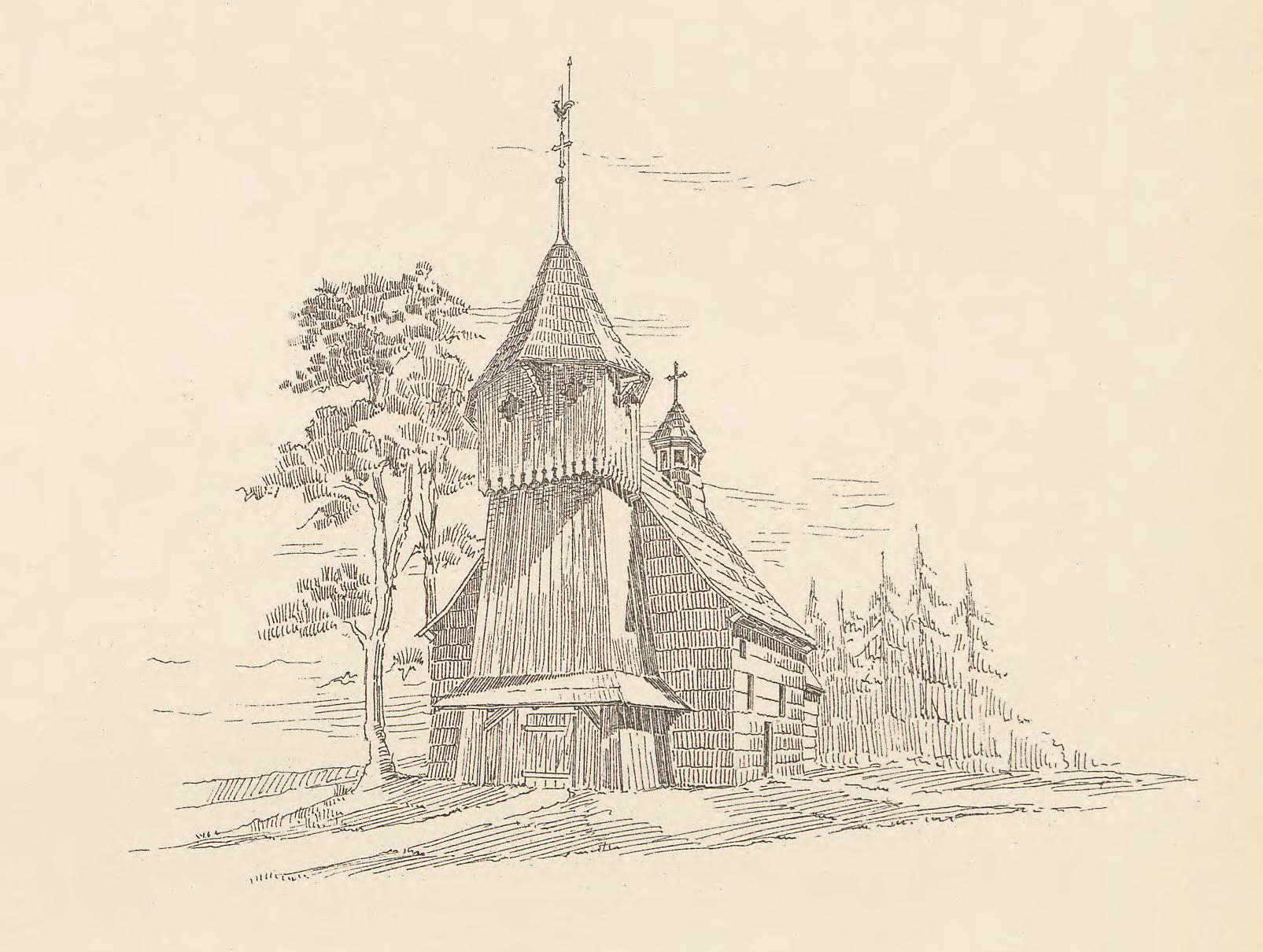
Starooleski drewniany kościół

Do głosowania podczas plebiscytu uprawnionych było w Oleśnie 118 osób, z czego 98, ok. 83,1%, stanowili mieszkańcy (w tym 98, ok. 83,1% całości, mieszkańcy urodzeni w miejscowości). Oddano 115 głosów (ok. 97,5% uprawnionych), w tym 115 (100%) ważnych; za Polską głosowały 62 osoby (ok. 53,9%), a za Niemcami 53 osoby (ok. 46,1%). W obszarze dworskim (niem. Alt Rosenberg) rozkład głosów prezentował się następująco: uprawnionych było 196 osób, z czego 156, ok. 79,6%, stanowili mieszkańcy (w tym 152, ok. 77,6% całości, mieszkańcy urodzeni w obszarze dworskim). Oddano 195 głosów (ok. 99,5% uprawnionych), w tym 195 (100%) ważnych; za Polską głosowało 108 osób (ok. 55,4%), a za Niemcami 87 osób (ok. 44,6%).
1 grudnia 1945 z dotychczasowej gminy Stare Olesno wyłączono miejscowości Wojciechów i Wołoszów (Łowoszów), włączając je do miasta Olesna.

## Zabytki
Do wojewódzkiego rejestru zabytków wpisany jest kościół par. pw. św. Marii Magdaleny, drewniany, z 1680 r.